# Vladimir Boulavine
Vladimir Ivanovitch Boulavine (Влади́мир Ива́нович Була́вин), né le 11 février 1953 à Stanovoïe dans l'oblast de Lipetsk (RSFSR)), est un homme d'État russe.
Il a été représentant plénipotentiaire du président de la fédération de Russie pour le district fédéral du Nord-Ouest du 11 mars 2013 au 28 juillet 2016. et premier vice-secrétaire du Conseil de sécurité de Russie du 2 juin 2008 au 11 mars 2013. Du 28 juillet 2016 au 10 février 2023, il a été chef du service fédéral des douanes et membre non permanent du Conseil de sécurité de Russie.

## Biographie
Vladimir Boulavine est diplômé de l'Institut des ingénieurs du transport de Moscou en 1975, spécialisé en automatisation et télémécanique, après quoi jusqu'en 1977, il travaille comme ingénieur de conception à l'usine de construction de machines de Pavlovsk, Voskhod.
Il sert à partir de 1977 dans les organes de sécurité de l'État et après avoir obtenu son diplôme en 1979 d'un cours de formation de deux ans pour le personnel opérationnel connaissant une langue étrangère de l'École supérieure de la bannière rouge du KGB de l'URSS, il a été envoyé au travail opérationnel à la direction du KGB de l'URSS dans l'oblast de Gorki (aujourd'hui oblast de Nijni Novgorod), puis il a poursuivi son service. Après la dislocation de l'URSS, il est nommé en 1992 chef des services du FSB pour l'oblast de Nijni Novgorod. De 2001 à 2006, il exerce simultanément comme président du Conseil des chefs des agences du Service fédéral de sécurité russe dans le district fédéral de la Volga.
En 2006, Vladimir Boulavine est nommé directeur adjoint du FSB, chef de l'administration du Comité national antiterroriste (NAK) formé le 6 mars 2006.
Il est nommé par décret présidentile le 2 juin 2008 premier secrétaire adjoint du Conseil de sécurité de Russie. Du 11 mars 2013 au 28 juillet 2016, il est représentant plénipotentiaire du président de la fédération de Russie pour le district fédéral du Nord-Ouest,.
Par arrêté du président du gouvernement de la fédération de Russie du 28 juillet 2016 n° 1604-r, il est nommé chef du Service fédéral des douanes. Il prend sa retraite le 10 février 2023.

## Vie privée
Vladimir Boulavine est marié et père d'un fils et d'une fille.

## Sanctions
En réponse à l'invasion de l'Ukraine par la Russie en 2022, Vladimir Boulavine est soumis à des sanctions personnelles (gel d'éventuels avoirs et interdiction de territoire) par les États-Unis, depuis le 6 avril 2022.

## Distinctions
- Ordre du Mérite pour la Patrie de IIIe classe[8]
- Ordre du Mérite pour la Patrie de IVe classe
- Ordre du Mérite militaire
- Médaille pour le jubilé des 60 ans des forces armées de l'Union soviétique
- Médaille pour le jubilé des 70 ans des forces armées de l'Union soviétique
- Médaille pour distinction dans le service militaire (FSB), Ire classe
- Médaille pour service impeccable, de IIe classe et de IIIe classe
- Insigne d'officier honoraire des services de contre-espionnage, etc...

Vladimir Boulavine est nommé colonel-général en 2007.

### Interview
- (ru) Vladimir Boulavine : La substitution des importations doit commencer par l'industrialisation // Nevskoïe vremia